# Tischeria ekebladella
Teigne déprimée, Teigne du châtaignier
Espèce
Tischeria ekebladella, la Teigne déprimée ou Teigne du châtaignier, est une espèce de papillons de la famille des Tischeriidae. 

## Répartition
Ce papillon se rencontre dans la majeure partie de l'Europe et au Caucase.

## Description
L'envergure est de 8 à 11 mm. Ailes antérieures d'un jaune ocre foncé, largement irrorées de fuscous vers l'arrière et l'apex de la costa. Ailes postérieures plutôt gris foncé. Ressemble beaucoup à Tischeria dodonea. Certaines identifications nécessitent l'examen d'une préparation génitale. Les adultes sont en vol de mai à juin selon la localisation.
Les larves se nourrissent de Castanea mollissima, C. sativa, Quercus cerris, Q. dalechampii, Q. faginea, Q. frainetto, Q. macranthera, Q. macrocarpa, Q. macrolepis, Q. pedunculiflora, Q. petraea, Q. pubescens, Q. robur, Q. rubra et Q. serrata × turneri. Elles minent les feuilles de leur plante hôte. La mine consiste en une tache primaire blanc laiteux sur la surface supérieure, parfois avec une teinte orange. Il n'y a aucune trace d'un couloir précédent. L'intérieur est doublé de soie, mais la mine reste complètement plate. La larve forme un cocon discoïde, où elle se repose lorsqu'elle ne se nourrit pas. La mine ne contient pratiquement pas d'excréments, qui sont éliminés par une incision pratiquée dans l'épiderme supérieur, près du bord de la mine. La pupaison a lieu au sein de la mine.

## Galerie

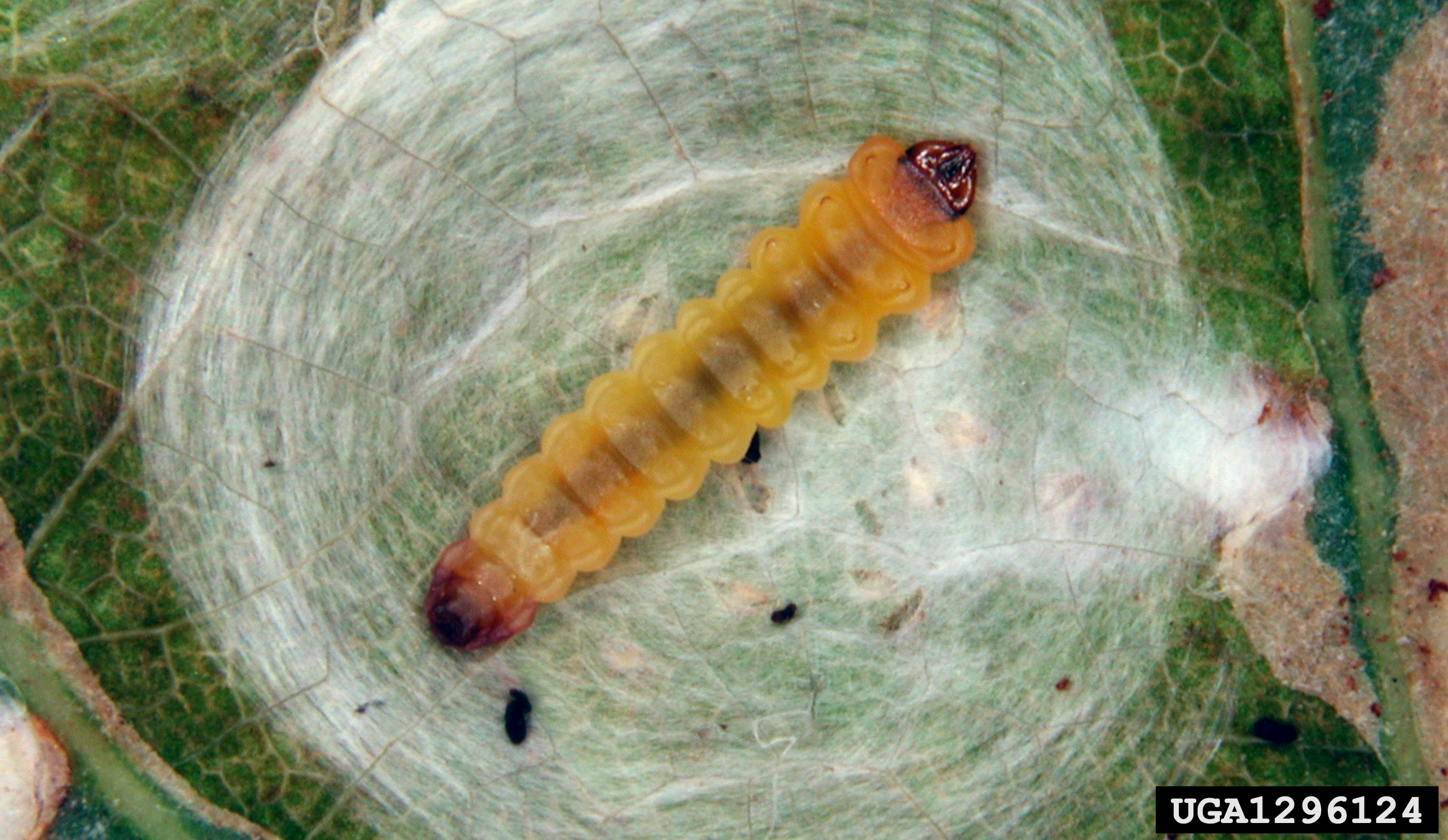
Larve.
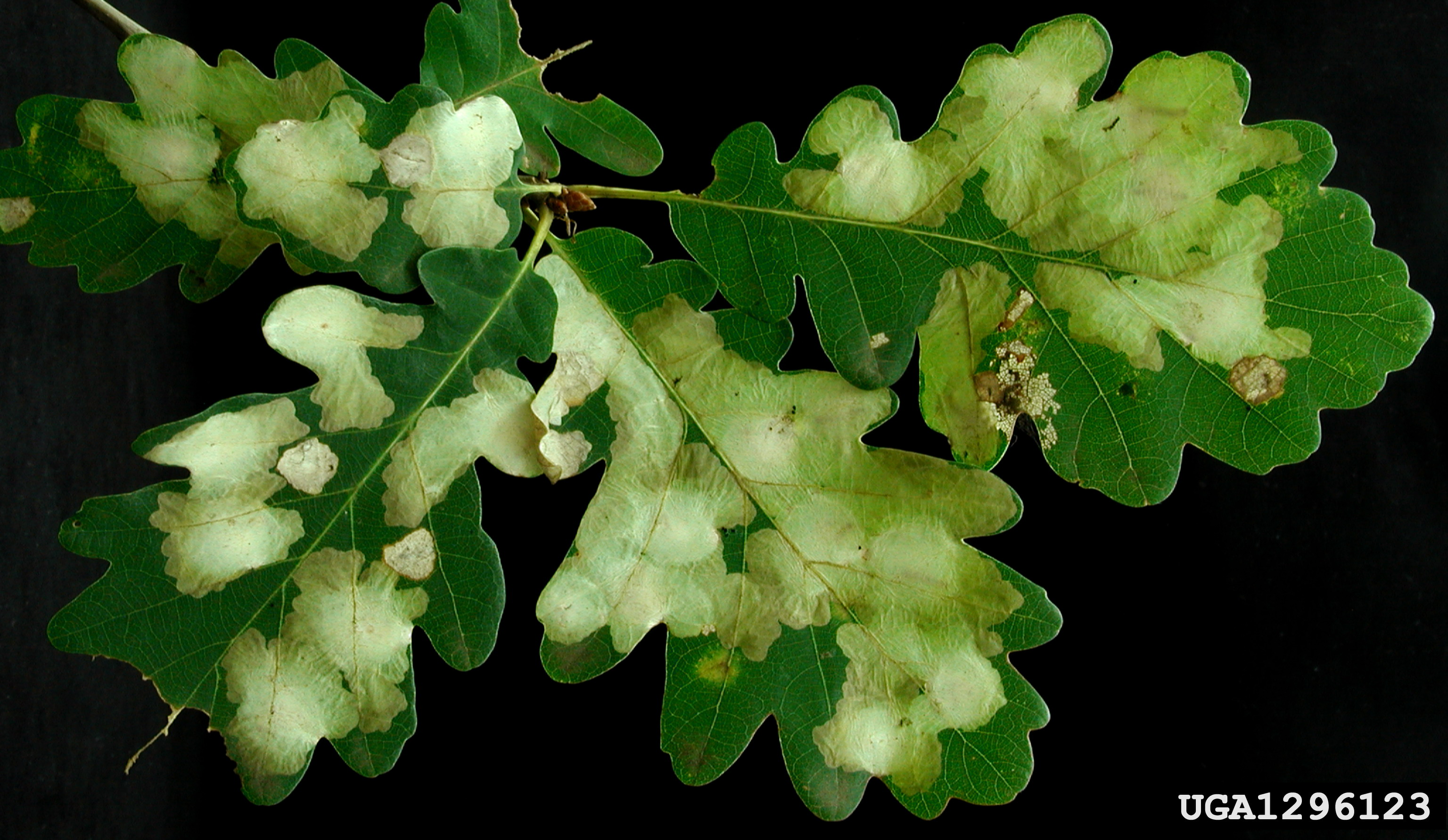
Mine de feuilles sur Quercus robur.
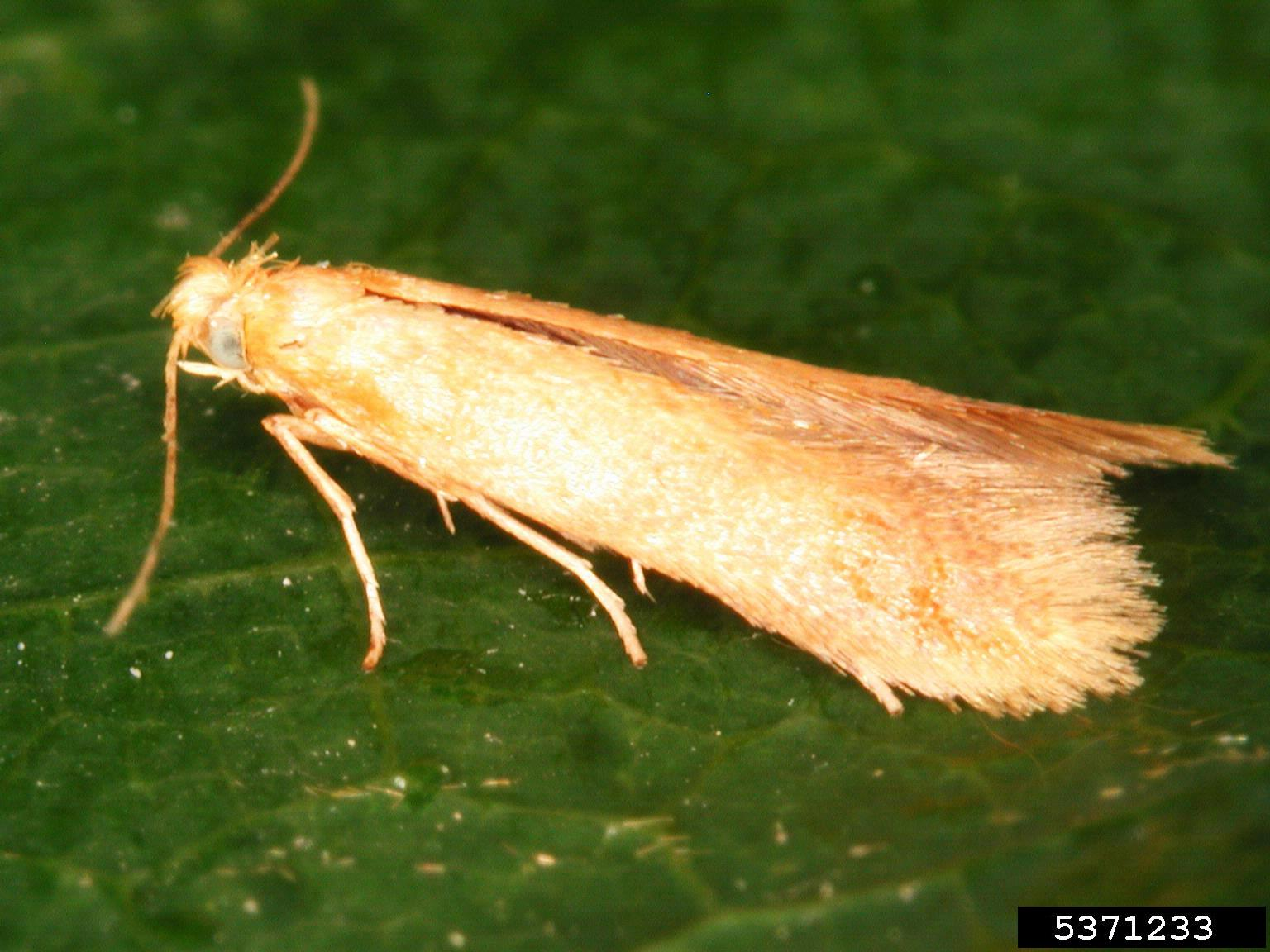
Adulte.

## Classification
Le nom valide complet (avec auteur) de ce taxon est Tischeria ekebladella (Bjerkander (d), 1795).
L'espèce a été initialement classée dans le genre Phalaena sous le protonyme Phalaena ekebladella Bjerkander, 1795.
Ce taxon porte en français les noms vernaculaires ou normalisés suivants : teigne déprimée, teigne du châtaignier.
Tischeria ekebladella a pour synonymes :
- Aphelosetia fulvescens Stephens, 1834
- Aphelosetia rufipennella Stephens, 1834
- Phalaena ekebladella Bjerkander, 1795
- Porrectaria rufipennis Haworth, 1828
- Tinea complanella Hübner, 1827
- Tinea ekebladella Bjerkander, 1795
- Tinea ricciardella Costa, 1836
- Tischeria comparella Herrich-Schäffer, 1855
- Tischeria complanella (Hübner, 1817)